# حارة سرحان الغربية (المعلا)
حارة سرحان الغربية هي إحدى حارات حي ردفان الواقع بمديرية المعلا التابعة لمحافظة عدن، بلغ تعداد سكانها 113 نسمة حسب تعداد اليمن لعام 2004.